# Liz Danforth
Liz Danforth (née en 1953), de son nom complet Elizabeth T. Danforth, est une illustratrice de jeux et de littérature et scénariste de jeux vidéo américaine.

## Biographie
De 1976 à 2004, elle est illustratrice indépendante et travaille pour de nombreux jeux ayant pour thème la fantasy et la science-fiction. Elle illustre notamment une cinquantaine de cartes du jeu Magic : L'Assemblée.
Elle travaille également chez Flying Buffalo où elle lance le magazine sur le jeu de rôle Sorcerer's Apprentice qui comptera 17 numéros entre 1978 et 1983. Elle contribue également au développement de la cinquième édition de leur jeu de rôle phare, Tunnels et Trolls. Elle travaillera également en 2013 sur une édition Deluxe du jeu.
En tant que scénariste de jeux vidéo, elle travaille sur les jeux suivant :
- 1988 : Wasteland
- 1990 : Tunnels and Trolls: Crusaders of Khazan
- 1992 : Star Trek: 25th Anniversary (version pour ordinateur)
- 1993 : Star Trek: Judgment Rites

Dans le cadre des Origins Awards 1995, elle est intégrée au Hall of Fame de l'Academy of Gaming Arts and Design,,.